# Пошехонский 268-й пехотный полк

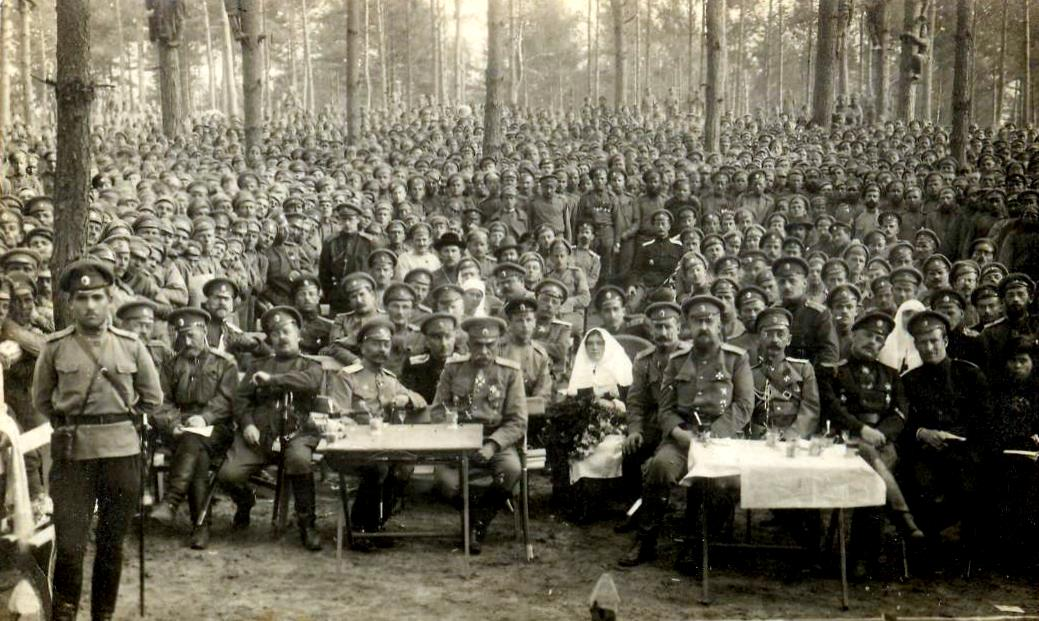
67-я пехотная дивизия. 1916 год

268-й пехотный Пошехонский полк — пехотная воинская часть Русской императорской армии второй очереди. Сформирован в Новгородской губернии по мобилизации 1914 года из кадра 88-го пехотного Петровского полка. Входил в состав 67-й пехотной дивизии, 6-го армейского корпуса. С 30 апреля 1915 года — в составе 35-го армейского корпуса.

## Боевой путь
Пошехонский полк в составе 67-й пехотной дивизии прибыл на фронт в Варшавскую губернию в середине ноября 1914 года. В ночь с 14 на 15 ноября 1914 года Пошехонским полком была предпринята одна из первых успешных атак на сильно укреплённую позицию у посада Белява. Несмотря на катастрофическую убыль в личном составе, наступление полка под ураганным огнём противника оказалось успешным. При этом неприятель был выбит со своих позиций теряя пленными 5 офицеров, более 100 нижних чинов, обоз, технику и амуницию. 20 ноября 1914 года Пошехонский полк способствовал восстановлению положения дивизии во время прорыва противником русских позиций у д. Мала-Мержаночка. С 6 по 8 декабря 1914 года полк отличился в районе д. Курабка.
Весной 1915 года австро-немецкие войска предприняли план по окружению русских войск в Польше. В 3 мая 1915 года Пошехонский полк дислоцировался к юго-востоку от Болимова, в районе с. Нова-Весь. Именно тогда немецкими войсками был произведён массовый обстрел русских позиций химическими снарядами и минами. Несмотря на то, что полк был расположен в некоторой стороне от главного направления газовой атаки, потери личного состава были значительными. К концу мая, началу июня 1915 года полк находился в районе д. Гумин отражая атаки неприятеля. 23 июня противник произвёл сильнейшую газовую атаку на позиции полка. Убыль в личном составе оказалась катастрофической, что вызвало постепенное оставление русских оборонительных линий. В дальнейшем полк закрепился в районе д. Воля Шидловская. 3 июля 1915 года в соответствии с приказом начальника 67-й пехотной дивизии полк приступил к планомерному отходу в направлении д. Жирардов, ведя арьергардные бои. 4 июля 1915 года, сдерживая наступающего противника, полк произвёл отход с линии р. Равка в район Блоне-Гроицкой позиции. 21 июля 1915 года попеременно прикрывая отход дивизии полк перешёл на правый берег Вислы, в районе д. Александров. К исходу июля месяца полк занимал промежуточные рубежи участков обороны по линии р. Муховка. 3 августа 1915 года полк с боями удерживал оборонительные позиции, оказывая помощь правому флангу 2-й армии отойти через р. Нурец у д. Ботьки. Затем прикрывал отход 67-й пехотной дивизии через р. Буг, а к 8 августу занял оборону по линии д. Клещели-Заборцы. К 13 августу 1915 года полк отошёл в район фольварка Августов, 17 августа выдвинулся с боями на линию р. Свислочь. 23 августа 1915 года под давлением наступающего противника отступил на линию р. Рось, и далее к Волковыску. 25 августа 1915 года стал одним из тяжелейших дней для Пошехонского полка, в тот день полк понёс невосполнимые потери. В составе 67-й пехотной дивизии полк предпринял отступление в район Замкового леса, закрепившись по линии р. Сервечь. Потери в полку были огромными. На основании справки отражающей некомплект личного состава по Западному фронту на 7 сентября 1915 года видно, что в 67-й пехотной дивизии в строю оставалось лишь 1523 бойца, убыль составила 12877 штыков. В марте-апреле 1916 года полк принял участие в Нарочской операции. После её окончания занял позиции в районе Горного Скробова, приняв участие в кровопролитных боях. В начале 1917 года полк был выведен в тыл для пополнения, затем его перебрасывают в район Полоцка. В июле 1917 года принял участие в наступательных боях за Сморгонь, боевой дух русских солдат падает. В июле-августе 1917 года совершил перегруппировку на позиции южнее озера Нарочь, впереди фольварка Стаховцы. Окопная война.

## Командиры полка
- полковник Елагин, Николай Владимирович ГО[4] (с 16.08.1914 — 30.11.1914)[5]
- полковник Харкевич Филипп Казимирович (с 30.11.1914 — ?)
- полковник Леонтьев, Сергей Михайлович (на 11.06.1915 в должности)
- генерал-майор Свистунов, Гавриил Дмитриевич (c 23.10.1915, на 02.11.1916 в должности)
- полковник Пироговский, Павел Николаевич (на 03.1917)
- поручик Ивашкевич (избран солдатским комитетом 2.05.1917)

## Знамя
Пожаловано 27 августа 1914 года простое знамя обр. 1900 года. Кайма темно-зеленая, шитье золотое. Навершие обр. 1857 года (арм.). Древко черное. Спас Нерукотворный. Состояние идеальное. Судьба неизвестна.

## Апрельский кризис Временного правительства
Постановлением солдатского комитета Пошехонского полка от 2 мая 1917 года, сняты и отправлены под арест командир полка генерал-майор Г. Д. Свистунов, подполковник П. И. Левицкий, штабс-капитан А. Шурупов. Временным командиром полка был избран поручик Ивашкевич, адъютантом полка поручик В. Ерков. Бывшие командиры были доставлены под конвоем на станцию Кривичи, для отправки в Петросовет. Событие произвело сильное впечатление на все части 35-го корпуса. В донесении от 4 мая 1917 года в штаб 3-й армии, корпусной командир отмечает усиление революционных настроений и стремление солдатских комитетов к установлению выборного начальства После Октябрьской социалистической революции Пошехонский полк, в полном составе, перешёл на сторону большевиков. В дальнейшем принимал участие в борьбе против мятежного Польского корпуса.

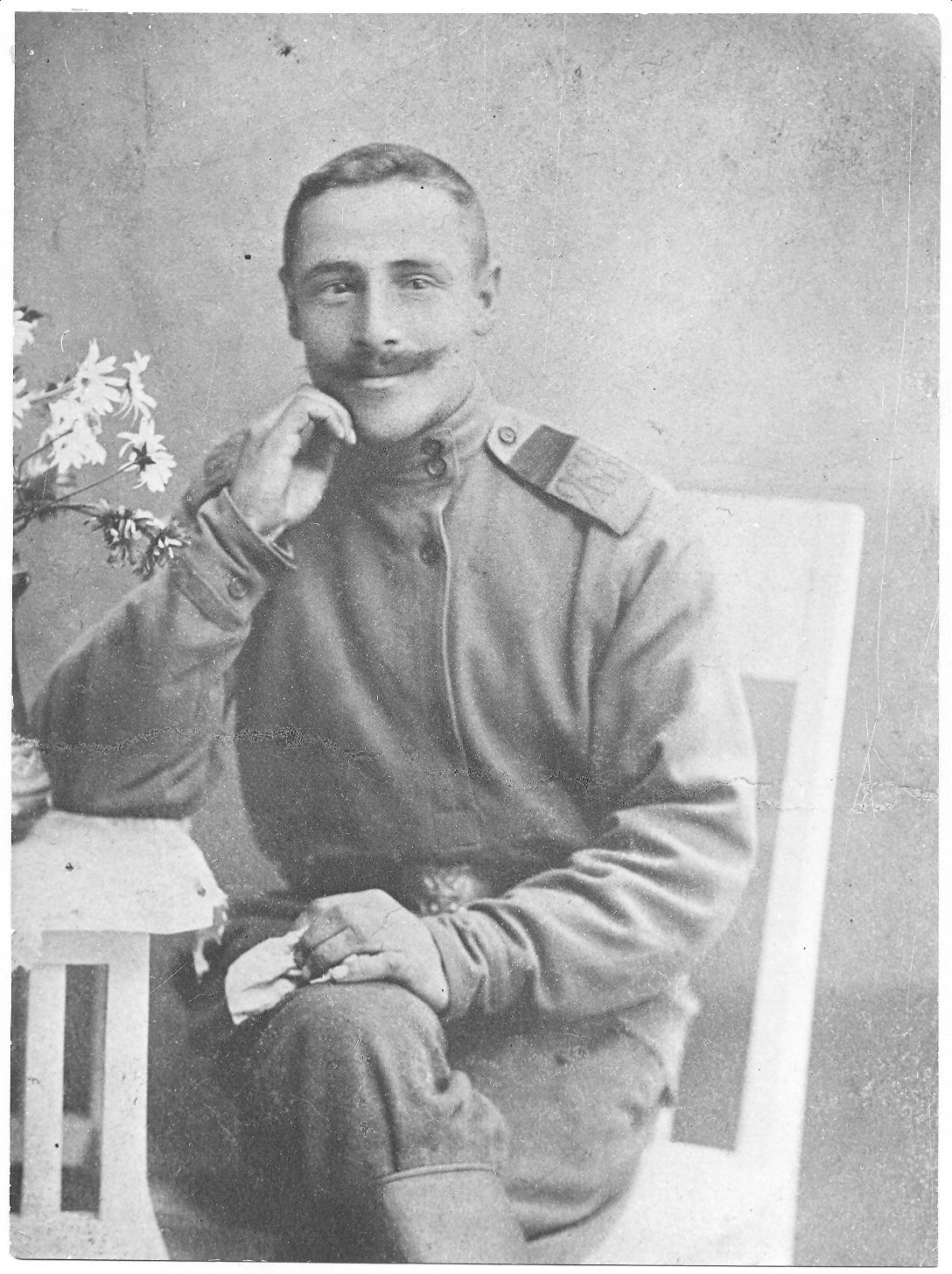
Фельдфебель 268-го Пошехонского пехотного полка. 1916 год

## Георгиевские кавалеры
- Боков, Николай Павлович, штабс-капитан (ГО ВП[8] 1917).
- Васильев, Григорий Александрович, штабс-капитан ГО, ВП по В. В. к № 1296 «Развъдчика»)
- Витковский, Михаил Константинович, полковник[9].
- Ильинский, Николай Васильевич, капитан (ГО ПАФ 03.04.1917).
- Морозов, Михаил Васильевич, поручик (ГО ПАФ 12.06.1915).
- Пироговский, Павел Николаевич, полковник (ГО ПАФ 11.03.1917).
- Фёдоров, Константин Куприянович, поручик (ГО ПАФ 01.04.1917).
- Чернышёв, Константин Константинович, поручик (4-ст. ВП 27.01.1917).
- Чижиков, Михаил Николаевич, штабс-капитан (ГО ВП 24.12.1916).
- Юршевский, Яков Яковлевич, капитан.

## Некоторые персоналии служившие в полку
- штабс-капитан Горчаков, Григорий Сергеевич (полковой адъютант до 3.04.1916).
- поручик Симонов, Иван Семенович.
- унтер-офицер Яковлев, Николай Дмитриевич.
- унтер-офицер Калинкин, Андрей Филиппович.
- рядовой Белицкий, Семён Маркович (1889—1938) — председатель полкового комитета (1917)[10]. Комдив в РККА, репрессирован[11][12].
- воспитанник полка Макаров, Фёдор Алексеевич
- офицер- Бочковский Викентий Викентьевич

## В культуре
Служивший во время войны в полку разведчиком Всеволод Вишневский, георгиевский кавалер, написал в 1936 году автобиографичный сценарий фильма, поставленного в 1965 году — «Мы, русский народ», в котором практически воссоздана история полка с конца 1916 года до начала 1918 года.